# Entringen (Adelsgeschlecht)

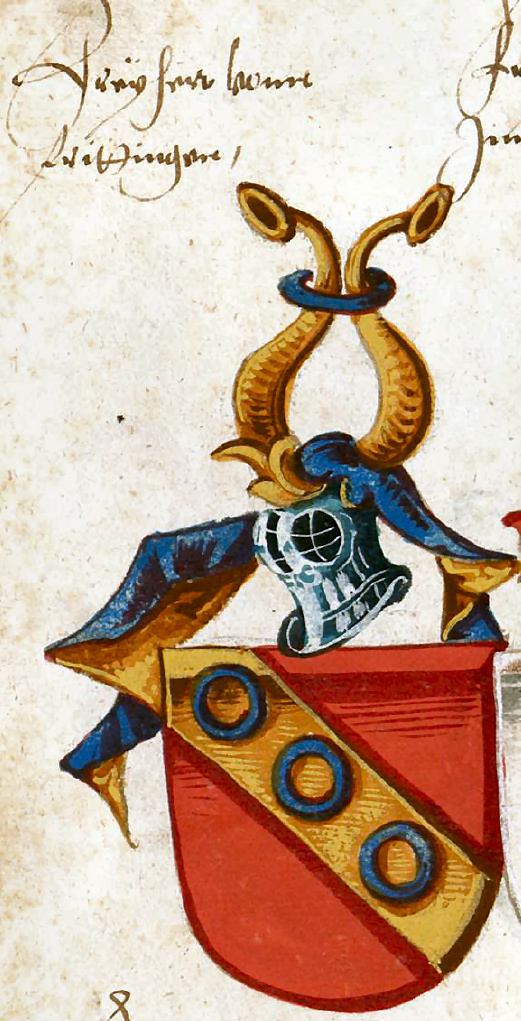
Wappen derer von Entringen nach Grünenberg

Die Herren von Entringen gehörten von 1075 bis 1280 zum Hochadel und im 13. und 14. Jahrhundert zum Niederadel. Es gibt eine abgegangene Burg Graneck im Dorf Entringen. Die Ortsherrschaft im Mittelalter im Zusammenhang mit der Burg Hohenentringen lag in Händen der Herren von Entringen, ab 1298 der Herren von Hailfingen.

## Geschichte
Im Hirsauer Privileg von 1075 werden die Herren von Entringen genannt, die wohl eins der bedeutendsten Geschlechter der Gegend waren, ehe sich die ab 1078 erwähnten Grafen von Tübingen auszubreiten begannen. Adalbert von Entringen wurde um 1075 als erster Besitzer von Hohenentringen schriftlich erwähnt. Eines Eberhards von Aentringen wird im Jahr 1191 im Stiftungsbrief des Klosters Bebenhausen gedacht, und im Jahr 1259 anerkannte Beringer von Entringen einige Güter in Königsbach als seine Lehen an.
Bereits 1244 traten erstmals Niederadlige von Entringen auf, die vermutlich dem Hailfinger Geschlecht angehörten. Es waren lhutwin und Peter von Entringen, die zusammen mit Kraft von Hailfingen eine Urkunde bezeugten, die von Pfalzgraf Rudolf II. von Tübingen besiegelt wurde. Im Jahre 1259 führte Peter von Entringen den Rittertitel, als er zusammen mit Konrad von Entringen eine Urkunde der Münecker Adligen bezeugte.
Am 27. Mai 1298 verkaufte Peter von Entringen für 120 lb. hlr. seinen Teil der Burg Entringen an Anselm von Hailfingen. Er führte in seinem Siegel den Hailfinger Schild. In einer Urkunde vom Jahr 1297 steht, dass er mit Gertrud von Bernhausen verheiratet war und eine Tochter namens Mechthild hatte. Ob er auch männliche Nachkommen hatte, ist nicht überliefert.
Um das Jahr 1392 hatten zehn Edelleute einen Anteil an der Burg Entringen, unter anderen auch Konrad von Hailfingen, Hanns von Gültlingen, Heinz von Hailfingen, Burkard von Ehingen, Hugo von Ehingen, Aberlin von Hailfingen, Georg von Hailfingen, Hanns Herter und Konrad ein Sohn des Anselm von Hailfingen.
Von diesen wird erzählt, dass sie damals in großer Einigkeit beisammen gewohnt und 100 Kinder und Enkel gehabt hätten, mit denen sie in einer Prozession paarweise in die Kirche gegangen seien. Dieser Zug habe sich so lang erstreckt, dass, wenn die ersten bei der Kirche ankamen, die letzteren noch bei der Burg gewesen seien.
Es dauerte aber nicht lange, bis die Bewohner nach und nach ihre Anteile an Hohenentringen verkauften. Die Brüder Diepolo und Burkard von Ehingen verkauften ihren Anteil im Jahr 1468, und die Herren von Hailfingen verkauften ihren Anteil, wie schon im Jahr 1473 geplant, an den Grafen Eberhard von Württemberg.
Im Zeitraum von 1330 bis 1352 wird ein Sindelfinger Chorherr Kraft von Entringen erwähnt. Hiltgart von Entringen war 1346–1349 Nonne im Dominikanerinnenkloster Kirchberg. Walther von Entringen verkaufte 1343 als Stuttgarter Bürger seine Güter zu Entringen um 80 lb. hlr. an die Herren von Hailfingen. Diether von Hailfingen genannt von Entringen verkaufte 1384 seinen Besitz in der Gegend von Aichelberg.

## Wappen
Nach Siebmacher ist das Wappen ein mit drei Ringen belegter Schrägbalken. Nach Grünenberg ist der Schild rot, der Schrägbalken gold, die Ringe blau. Den Helm krönen zwei durch einen blauen Ring zusammengehaltene goldene Büffelhörner. Die Decken sind blau-gold.
Das Familienwappen der von Entringen zeigt laut Ammerich einen goldenen Querbalken auf rotem Grund. Der Balken ist mit drei schwarzen Ringen belegt. Auf einem alten steinernen Relief ist ein horizontaler Balken mit drei Ringen dargestellt.

Wappen der Herren von Entringen[8][9]
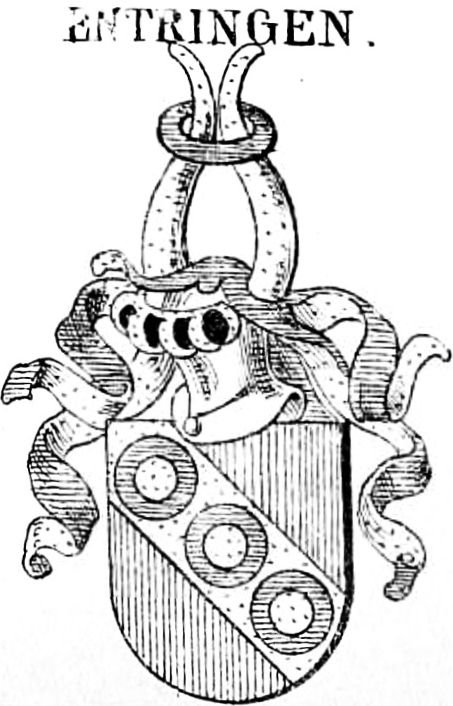
Wappen derer von Entringen nach Siebmacher
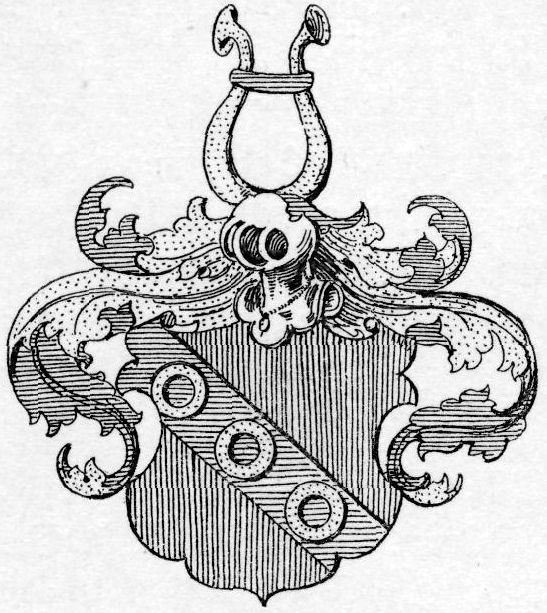
Wappen derer von Entringen nach Siebmacher in Alberti Wappenbuch

## Wichtige Familienangehörige
- Adalbert von Entringen (11. und 12. Jahrhundert), adliger Herr in Entringen.
- Beringer von Entringen († 1232), Bischof von Speyer von 1224 bis 1232.
- Ita von Entringen (* 1206 in Entringen; † 17. März 1273 in Gundelfingen) war die Gattin von Swigger von Gundelfingen.
- Peter von Entringen war ein Ritter aus dem Hause derer von Entringen.
- Eberhard von Entringen war Abt von Herrenalb und später Domherr in Straßburg.
- Fridericus de Entringen († 29. April 1233 in Straßburg)[10]